# Lucien Hector
Pour les articles homonymes, voir Trotin.
Lucien Hector, Lucien Hector Trotin de son nom d'état-civil, est un acteur français, né le 21 mars 1897 à Levallois-Perret (Hauts-de-Seine) et mort le 5 juin 1968 à Vichy (Allier).

## Filmographie
- 1930 : La Petite Lise de Jean Grémillon - Un bagnard
- 1932 : Suzanne de Raymond Rouleau et Léo Joannon
- 1932 : Zut! Vendredi 13 de Jean Valmont - court métrage -
- 1937 : La Tragédie impériale - Raspoutine de Marcel L'Herbier - L'homme de la mobilisation
- 1938 : L'Entraîneuse de Albert Valentin - Le maître d'hôtel
- 1946 : Le Cabaret du grand large de René Jayet - Un inspecteur
- 1946 : La Femme en rouge de Louis Cuny - Le valet de chambre
- 1946 : L'homme de la nuit de René Jayet
- 1946 : Les Maudits de René Clément - Ericksen
- 1946 : La Revanche de Roger la Honte de André Cayatte
- 1946 : Triple enquête de Claude Orval
- 1947 : Les Aventures des Pieds Nickelés de Marcel Aboulker - Le brigadier
- 1947 : Croisière pour l'inconnu de Pierre Montazel - Un actionnaire
- 1947 : Erreur judiciaire de Maurice de Canonge
- 1947 : Mademoiselle s'amuse de Jean Boyer - Un domestique
- 1947 : La visiteuse de Albert Guyot - moyen métrage -
- 1950 : Casimir de Richard Pottier - Le cafetier
- 1950 : L'Étrange Madame X de Jean Grémillon - Un employé
- 1950 : Ce pauvre Desbonnets de Georges Jaffé - court métrage -
- 1950 : Le fou du sixième de Georges Jaffé - moyen métrage -
- 1951 : Rendez-vous à Grenade de Richard Pottier
- 1951 : Sérénade au bourreau de Jean Stelli
- 1953 : Mon gosse de père de Léon Mathot

## Théâtre
- 1924 : Ysabeau de Paul Fort, mise en scène Firmin Gémier, théâtre de l'Odéon
- 1926 : Dalilah de Paul Demasy, théâtre de l'Odéon
- 1928 : La Belle Aventure de Gaston Arman de Caillavet, Robert de Flers, Étienne Rey, théâtre de l'Odéon
- 1933 : Le Malade imaginaire de Molière, théâtre Antoine
- 1935 : Le Malade imaginaire de Molière, théâtre du Vieux-Colombier
- 1937 : Rêves sans provision de Ronald Gow, mise en scène Alice Cocéa, Comédie des Champs-Élysées
- 1941 : Marché noir de Steve Passeur, mise en scène Camille Corney, théâtre Édouard VII